# Пусте Сади
Пусте Сади (словац. Pusté Sady) — село в окрузі  Ґаланта Трнавського краю Словаччини. Площа села 8,03 км². Станом на 31 грудня 2015 року в селі проживало 588 жителів.

## Історія
Перші згадки про село датуються 1352 роком.

## Населення
| Рік:            | 1994. | 2004.   | 2014.   | 2024.   |
| --------------- | ----- | ------- | ------- | ------- |
| Кількість осіб: | 610   | 622     | 583     | 601     |
| Різниця:        |       | +1,96 % | -6,27 % | +3,08 % |

| Рік:            | 2023. | 2024.   |
| --------------- | ----- | ------- |
| Кількість осіб: | 612   | 601     |
| Різниця:        |       | -1,79 % |